# Марієта де Вейнтемілья
Марієта де Вейнтемілья (Marieta de Veintimilla;1855-1907) — еквадорська письменниця, феміністка та політична діячка, учасниця війни. Виконувала обов'язки першої леді Еквадору під час президентства свого неодруженого дядька, президента Ігнасіо де Вейнтемілья (1876—1883).
На посаді першої леді внесла багато змін в одяг та ставлення суспільства до гендерної поведінки. Своїм прикладом змусила представниць вищого класу Еквадору відкинути чорні костюми, в які вони тоді одягались, і прийняти європейську моду на одяг яскравих кольорів. Також Вейнтемілья сприяла свободі пересування жінок, які раніше не ходили вулицями Еквадору без опікуна-чоловіка. Вейнтемілья ж прогулювалася містом наодинці або в компанії подруг, подаючи жінкам наочний приклад прийнятної поведінки.
У 1882 році її дядько був відсутній в столиці Кіто, перебуваючи в іншій частині країни. У цей час спалахнула громадянська війна, і Марієтта Вейнтімілья взяла під контроль столицю, уряд та військові сили від імені кабінету свого дядька і командувала обороною Кіто, коли на нього напали повстанці в 1883 році. Вона стала першою жінкою в Еквадорі, яка здобула таку владу, а за воєнну діяльність отримала прізвисько Генераліта. Після поразки Вейнтімілья ув'язнили; звільнили в 1884 році і відравили у заслання.
Після повернення в Еквадор в 1898 році Марієтта де Вейнтімілья стала провідною фігурою у жіночому русі Еквадору і письменницею, виступаючи з феміністичними промовами.